# Norna
Norna är singularformen av nornorna i fornnordisk mytologi.
För fartyget, se S/S Norna.
Norna (Calypso bulbosa) är en växtart i familjen orkidéer. Tidigare kallades blomman lokalt Jungfrutoffel. Nornan växer i norra delarna av Nordamerika, Asien och Europa. Förekommer oftast i fuktiga barrskogar där berggrunden består av kalk.
Nornans utbredning är nordligt cirkumpolär och den förekommer främst med glest spridda växtplatser i mossiga och högstammiga barrskogar på kalkgrund där gran dominerar. I Norden är den känd från Sverige och Finland för att via den sibiriska taigan nå till norra Japan och vidare Alaska, Kanada och nordliga delarna av USA. Den japanska och nordamerikanska nornan ser lite annorlunda ut men räknas ändå till samma art.
Det finns fyra olika underarter som hittas i olika utbredningsområden.
- Calypso bulbosa var. americana som återfinns i Kanada samt i norra och västra USA.
- Calypso bulbosa var. bulbosa som återfinns i Europa samt Asien.
- Calypso bulbosa var. occidentalis som återfinns från Alaska till Kalifornien längs Kanadas och USAs västkust.
- Calypso bulbosa var. speciosa som återfinns i Kina och Japan.

Calypso bulbosa nothovar. kostiukiae är en hybrid som kan hittas i de områden där de två amerikanske underarterna överlappar.
Nornan överlever inte kalavverkningar, vilket innebär att vid modern och rationell skogsskötsel är arten hotad. Ett annat hot utgör dikningar och annan dränering av vatten på växtplatserna och enligt floraväktare som följt nornan på växtplatser runt om i landet de senaste decennierna så har förekomsten av norna minskat kraftigt och på den svenska rödlistan är den rödlistad i kategori sårbar (VU).

## Utseende
Blomstjälken kommer från en stamknöl och från denna kommer också det enda bladet, som har en vattrad struktur och är grönt på ovansidan och rött under. Stjälken har en blomma som består av fem mörkt rosa kronblad och en läpp som har en främre ljusare del och en bakre brunstrimmig, som slutar med en dubbelsporre. Vid ingången till den bakre delen av läppen sitter gula hårtofsar. I sällsynta fall förekommer helt vita blommor.
Nornan doftar svagt vanilj men saknar nektar och arten har löst pollineringen med insekternas hjälp genom att växa tillsammans med blåbär och blomma samtidigt med dem, det vill säga ganska tidigt för att vara en skogsorkidé. Humlor lockas av doften och söker efter nektar och under sökandet fastnar pollen på insektens rygg, så de kan transporteras till nästa blomma. Blåbärsblommorna bjuder humlorna på pollen och nektar och bidrar på så sätt till nornans fortlevnad.

## Förökning
Norna sprider sig genom frön och pollineras huvudsakligen av humlor. Varje frökapsel kan innehålla upp till 20 000 frön. Bara en liten del av alla frön gror och utvecklas till nya plantor.

## Etymologi
Namnet har anknytning till nordisk mytologi där nornorna enligt asatron var gudinnor som styrde över människornas livsöden. De satt vid Urds brunn vid foten av asken Yggdrasil och spann livets trådar för människorna, som de kunde klippa av när de behagade och då var livet slut. Calypso associerar till en nymf i grekisk mytologi som med sin skönhet och förföriska uppenbarelse fördröjde Odysseus hemfärd i sju år sedan han efter ett skeppsbrott flutit iland på hennes ö. Artnamnet bulbosa är mer jordnära och syftar på den uppdrivna stamknölen.